# 平井菜生
平井 菜生（ひらい なお、2000年10月14日 - ）は、神奈川県出身の元女子プロ野球選手。京都両洋高校卒。ポジションは捕手。血液型O型。

## 経歴
2018年6月19日から3日間開催された入団テストに合格しプロ入り。
2019年9月19日から10月6日まで期間限定で埼玉アストライアへ移籍することが発表された。
2020年は選手減少によりレイアに所属しながら、試合開催時には京都フローラの選手として活動する。
2021年3月30日、自身のTwitterにて女子プロ野球を引退することを発表。
同年6月30日、東近江バイオレッツに入団したことを発表。

## 人物・プレースタイル
50m走7秒、遠投は78m。
埼玉アストライアに所属していた加藤優とは同郷であり、アマチュア時代からオフシーズンに一緒に自主トレをしている。

## 情報詳細

### 年度別打撃成績
| 年 度 | チ ｜ ム | 試 合 数 | 打 率 | 打 席 数 | 打 数 | 得 点 | 安 打 | 単 打 | 二 塁 打 | 三 塁 打 | 本 塁 打 | 塁 打 | 打 点 | 三 振 | 併 殺 | 四 球 | 死 球 | 犠 打 | 犠 飛 | 盗 塁 | 盗 塁 刺 | 失 策 | 勝 利 打 点 | 出 塁 率 | 長 打 率 | 三 振 率 |
| ----- | -------- | -------- | ----- | -------- | ----- | ----- | ----- | ----- | -------- | -------- | -------- | ----- | ----- | ----- | ----- | ----- | ----- | ----- | ----- | ----- | -------- | ----- | ----------- | -------- | -------- | -------- |
| 2019  | レイア   | 2        | .000  | 3        | 3     | 0     | 0     | 0     | 0        | 0        | 0        | 0     | 0     | 1     | 0     | 0     | 0     | 0     | 0     | 0     | 0        | 0     | 0           | .000     | .000     | .333     |
| 2020  | フローラ | 18       | .171  | 49       | 41    | 5     | 7     | 5     | 2        | 0        | 0        | 9     | 7     | 7     | 0     | 5     | 1     | 2     | 0     | 0     | 0        | 0     | 1           | .277     | .220     | .171     |
| 通算  | -        | 20       | .159  | 52       | 44    | 5     | 7     | 5     | 2        | 0        | 0        | 9     | 7     | 8     | 0     | 5     | 1     | 2     | 0     | 0     | 0        | 0     | 1           | .260     | .205     | .182     |

- 2020年度シーズン終了時。

### 記録
- 初出場・初打席：2019年9月28日、対京都フローラ戦、4回表に代打で出場、植村美奈子から二飛
- 初安打：2020年8月22日、対埼玉アストライア戦、2回表に古谷恵菜から左中間適時二塁打

### 背番号
- 39（2019年 - 2020年）
- 27（2021年 - ）